# Barão de Itajubá
Barão de Itajubá é um título nobiliárquico brasileiro criado por decreto de 31 de dezembro de 1849, por D. Pedro II do Brasil, em favor a Marcos Antônio de Araújo.
Titulares
1. Marcos Antônio de Araújo – 1.º visconde de Itajubá;
2. Marcos Antônio de Araújo e Abreu – filho do anterior.